# 本特·海曼
本特·海曼（瑞典語：Bengt Heyman，1883年8月26日—1942年6月3日），瑞典前男子帆船运动员。他曾代表瑞典参加1912年夏季奥林匹克运动会帆船比赛，获得8米级银牌。